# Ctenomys argentinus
Ctenomys argentinus és una espècie de mamífer rosegador de la família dels ctenòmids. És endèmic del centre-nord de l'Argentina.